# Hydroxylamin
Hydroxylamin är en kemisk förening av kväve, syre och väte. Den kan ses som en hybrid mellan hydrazin och väteperoxid eftersom de delar många egenskaper.

## Egenskaper
Hydroxylamin tenderar att vara explosivt i kontakt med luft, både i ren form och i lösningar starkare än 50%. På grund av explosionsrisken brukar hydroxylamin ofta hanteras i form av hydroxylaminsalt.
Hydroxylamin sönderfaller i ammoniak, kvävgas och vatten.
{\displaystyle {\rm {3\ NH_{2}OH\rightarrow NH_{3}+N_{2}+3\ H_{2}O}}}

## Framställning
Det finns flera metoder att framställa hydroxylamin.
Den vanligaste metoden är genom reduktion av oxiderad kväve (NO, NO2– och NO3–) med vätgas, svavelsyrlighet eller elektrolys med platina eller palladium som katalysator.
{\displaystyle {\rm {2\ NO+3\ H_{2}\rightarrow 2\ NH_{2}OH}}}

## Användning
Hydroxylamin används som oxidationsmedel i många organiska och oorganiska reaktioner. Det kan också användas för att avlägsna päls från djurhudar och som lösning vid framkallning av fotografier.
Saltet hydroxylammoniumnitrat kan också användas som raketbränsle.